# Jor Virap
Jor Virap (en armenio: Խոր Վիրապ), mazmorra profunda, es un monasterio localizado en la llanura de Ararat, en Armenia, cerca de la frontera con Turquía, aproximadamente a 8 km al sur de Artashat, en la provincia de Ararat, en el área de la antigua ciudad de Artaxata. El monasterio hospedaba un seminario teológico y era la residencia de católicos armenios.
La importancia de Jor Virap como monasterio y sitio de peregrinación se debe al hecho de que Gregorio I el Iluminador fue inicialmente encarcelado aquí durante 14 años por el rey Tiridates III de Armenia. Gregorio el Santo se convirtió posteriormente en el mentor religioso del rey, y ambos dirigieron el proselitismo cristiano en el país. En el año 301, Armenia fue el primer país del mundo en ser declarado una nación cristiana. En 642, Nerses III el Constructor construyó una capilla en Jor Virap como señal de veneración a San Gregorio. A lo largo de los siglos, fue reconstruida varias veces. En 1662, se construyó una capilla más grande, conocida como "Santa Astvatsatsin" (Santa Madre de Dios) en torno a las ruinas de la capilla vieja, con el monasterio, el refectorio y las celdas de los monjes. Actualmente, en esta iglesia se celebran servicios religiosos. Es uno de los sitios de peregrinación más visitados de Armenia.

## Etimología
El lugar de encarcelamiento virap nerk'en acabó por ser conocido como el Virap or Jor, el «agujero más profundo».

## Geografía
Jor Virap se encuentra en una loma en Pokr Vedi; el pueblo está a 4 kilómetros de la carretera principal. Ereván, la capital y la ciudad más grande de Armenia, está a 30 kilómetros al norte. El monasterio está situado a unos 100 metros de la frontera turco-armenia (cerrada con alambre de espinas) y protegida por militares rusos que vigilan la zona de frontera conflictiva.
El monasterio está rodeado por tierras de pastos y viñedos que forman parte de la llanura de Ararat y tienen vista al Monte Ararat. El río Aras (o Arakas) que hace frontera, está cerca y enfrente se halla la ciudad turca de Aralik.

## Historia
El rey Artaxias I de Armenia, fundador de la dinastía artáxida, estableció la capital en Artashat (también llamada Artaxata) en torno a 180 a. C. Se cree que Aníbal, el general cartaginés perseguido por Roma, fue crucial en el establecimiento de Artashat, que permaneció como la capital de la dinastía hasta el reinado de Cosroes III (330–339) cuando este se trasladó a Dvin. Posteriormente, Artashat fue destruida por el rey persa Sapor II. Artashat está cerca de la colina de Jor Virap. Hasta que se construyó la capilla, Jor Virap fue utilizada como prisión real.
Cuando el rey Tiridates III gobernaba Armenia, su asistente era el cristiano Grigor Lusavorich (Gregorio I el Iluminador), quien predicó la religión cristiana. Tiridates, que era pagano, no estaba complacido con tener un consejero con una religión diferente, y sometió a Gregorio a tortura. Cuando el rey se entera de que el padre de Gregorio, Anac el Parto, había sido responsable del asesinato de su padre, Cosroes II, ordena atarle las manos y los pies y arrojarlo a la oscura mazmorra de Jor Virap en Artashat, hasta que muera. La negativa de Gregorio a ofrecer un sacrificio a la diosa Anahita contribuyó a que el rey ordenara torturarlo y condenarlo a encarcelamiento en Jor Virap. Siguió un periodo en que el rey emprendió guerras y persecuciones contra las minorías cristianas. Gregorio no murió durante sus 12 años de encarcelamiento. Su supervivencia estuvo atribuida a una cristiana viuda de la ciudad que, bajo la influencia de un sueño extraño, alimentaba regularmente a Gregorio con un pedazo de pan recién hecho.
Durante este periodo, el emperador romano Diocleciano, que buscaba una mujer con la que contraer nupcias, envió agentes para buscar la más bonita. Encontró una chica llamada Ripsime, en Roma, que estaba bajo la tutela de la abadesa Gayana. Cuando Ripsime tuvo noticias de la propuesta de matrimonio del rey, huyó a Armenia para evitar el matrimonio. Se organizó una búsqueda para localizarla y castigar a las personas que la habían ayudado en su huida. Finalmente, Tiridates localizó a Ripsime y ordenó llevarla a su presencia para regalarle un collar con la esperanza de persuadirla de que se casara con él.
Sin embargo, lo que siguió fue la persecución y asesinato de Ripsime, Gayana y muchos otros cristianos. Tiridates enloqueció y dijo "haberse comportado como un jabalí mientras sobre su casa caían los tormentos y los demonios poseían a las personas de la ciudad." Fue entonces cuando la hermana de Tiridates, Khosrovidhukt, tuvo una visión nocturna en la que un ángel le dijo que Gregorio, encarcelado en la ciudad de Artashat, eran quien podía acabar con los tormentos con estas palabras: "Cuando venga te enseñará los remedios para todos tus males". La mayoría creía que Gregorio había muerto dentro de la fosa y no prestó mucha atención a estas palabras. Pero Khosrovidhukt tuvo el mismo sueño repetidamente, y advirtió de que si las instrucciones del sueño no eran seguidas, habría consecuencias. El príncipe Awtay fue enviado para traer a Gregorio de Kirat Virap. Fue hasta la fosa y gritó: "Gregorio, si estás ahí abajo, sal. El Dios que adoras ha mandado que seas sacado". Gregorio fue sacado en un estado deplorable y llevado ante el rey, que, en su locura, estaba buscando comida entre los cerdos de Valarshapar, y se había desgarrado la piel. Gregorio curó al rey y le devolvió el sentido. Gregorio supo entonces todas las atrocidades cometidas y vio los cuerpos de los mártires que habían sido quemados. El rey, acompañado por su corte, se acercó a Gregorio para pedirle perdón por todos los pecados cometidos. Desde ese momento, Gregorio empezó a predicar el cristianismo al rey, a la corte y al ejército.
El rey Tiridates, que abrazó el cristianismo después de la cura milagrosa de Gregorio, lo proclamó religión oficial de Armenia en 301. Gregorio se convirtió en obispo de Cesarea y quedó al servicio del rey hasta el año 314. Otra versión atribuyó a Tiridates la conversión al cristianismo como una estrategia para unir al país frente a la hegemonía del zoroastrismo persa y la Roma pagana, y desde entonces, la Iglesia cristiana ha tenido una fuerte influencia en Armenia.

## Arquitectura
Iglesia

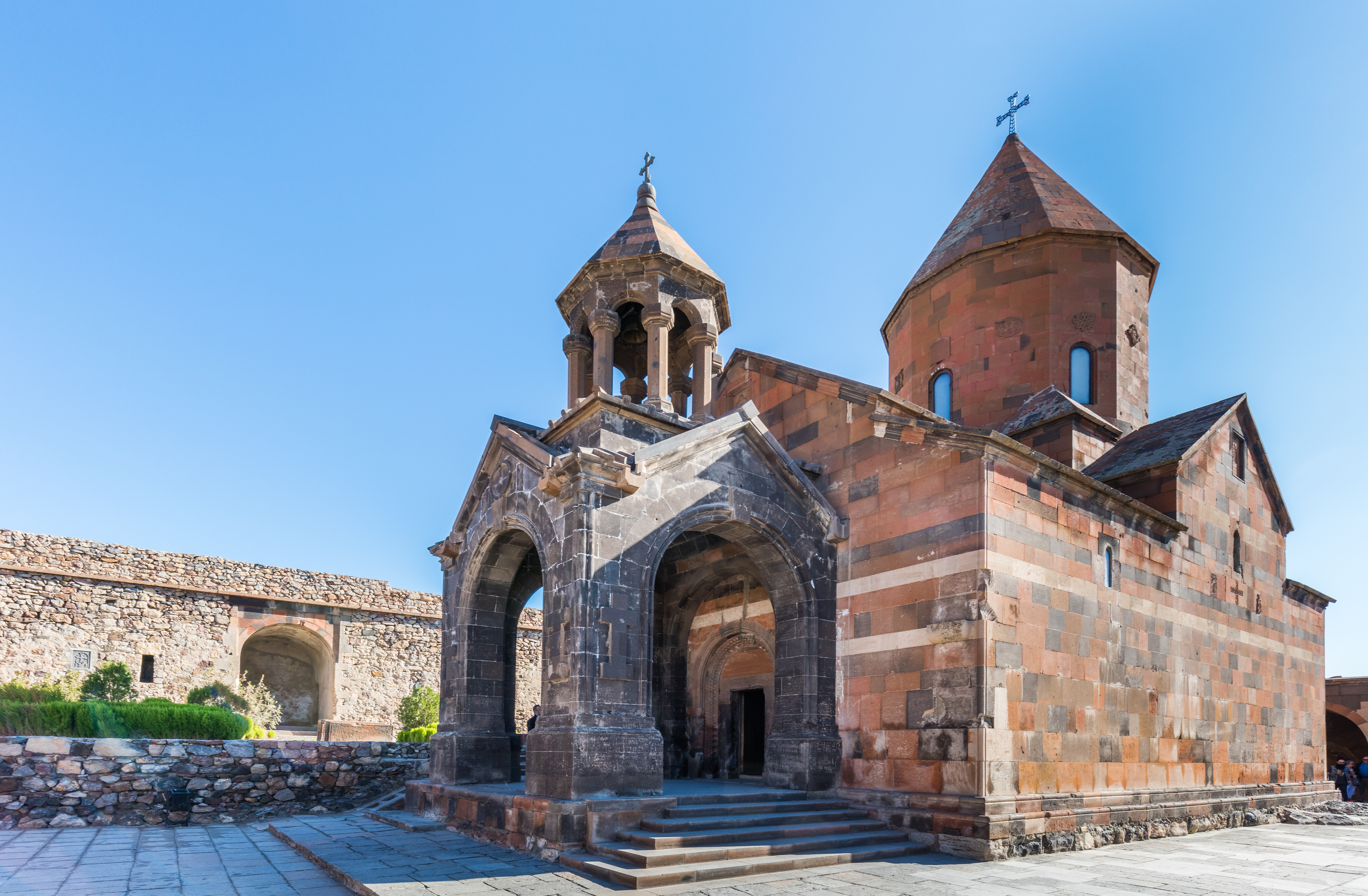
Iglesia de la Madre Santa de Dios (Surb Astvatzatzin)

La capilla de Nerses, construida en el siglo V alrededor de la fosa, era de caliza blanca. Alrededor, se construyó un monasterio que rodea las ruinas de la capilla vieja. Esta iglesia tiene un tambor de doce lados y domo, y está dedicado a la Santa Madre de Dios (Surb Astvatsatsin en armenio). El púlpito del altar está bellamente decorado. Aunque la mayoría de las iglesias armenias tienen una orientación este-oeste, la capilla de San Jorge está orientada de noroeste a sudeste.
Mazmorra
La mazmorra donde Gregorio estuvo encarcelado está al suroeste de la iglesia principal, debajo de la capilla de San Jorge, que es una basílica pequeña con un ábside semicircular. De los dos pozos dentro de la capilla, el de Gregorio es el más lejano, con 6 metros de profundidad y 4.4 metros de anchura. Se llega a la mazmorra a través de una escalera sinuosa. A la derecha del altar de la mazmorra está la habitación principal. Una larga escalera desciende a una celda bastante grande, en la que se encontraba Grigor Lusavorich. El pozo es extremadamente húmedo y cálida en los meses de verano, así que hay que ser cautelosos.

## Tierras y entorno

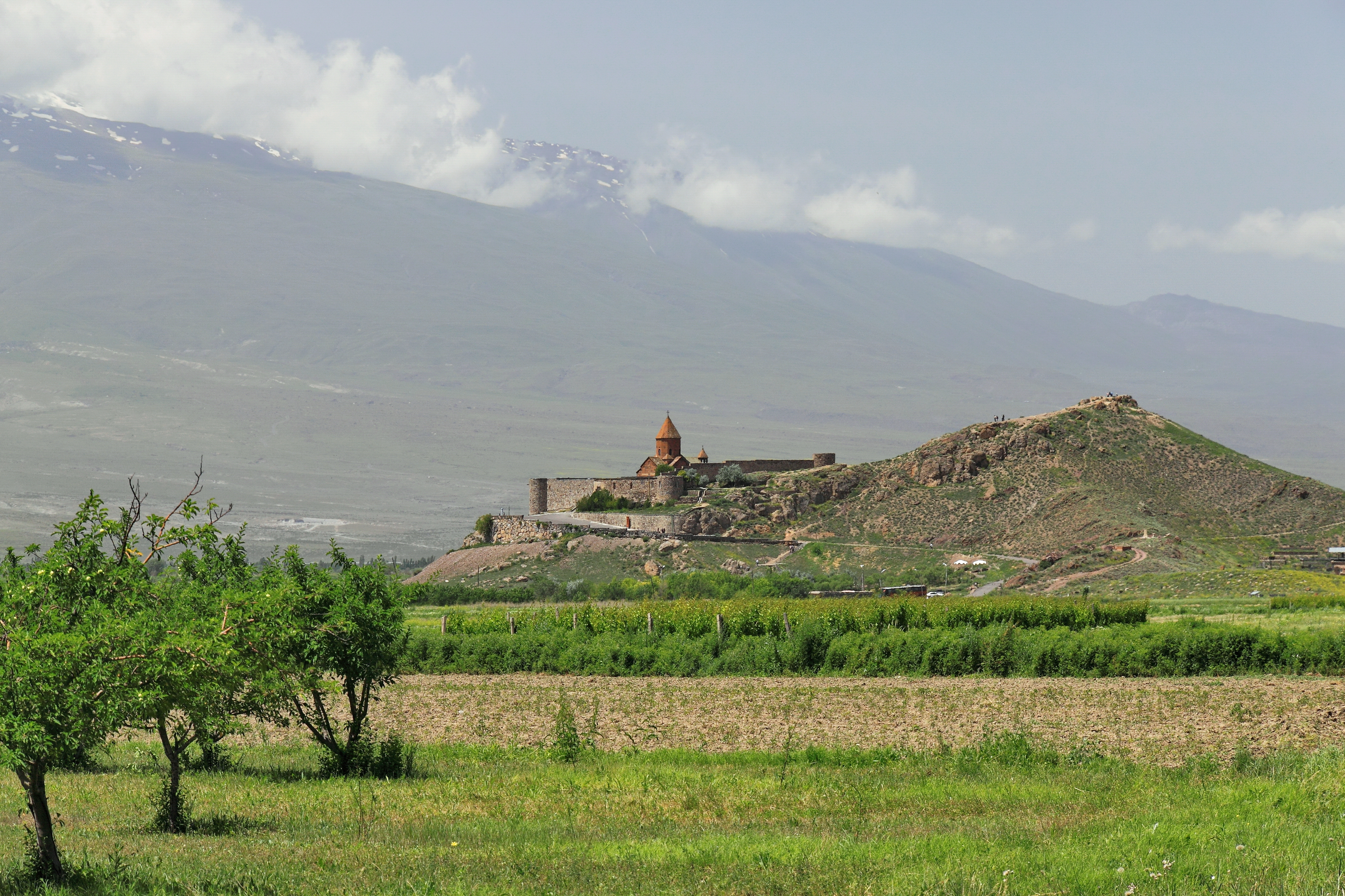
El monasterio y las viñas circundantes

La iglesia del siglo XVII construida alrededor del pozo es una estructura sencilla que rodea un patio grande.
El yacimiento se empezó a excavar en 1970 en las trece colinas (altura máxima 70 metros) alrededor de Jor Virap y hasta el valle. Siguen en marcha las excavaciones en algunos de los cerros. Algunas excavaciones arqueológicas también han sido llevadas a cabo en Artashat, la capital de la dinastía Tiridati. Además de monedas antiguas, las excavaciones han descubierto ladrillos de adobe de las fortificaciones de la pendiente del norte del tercer cerro del nordeste.

## Cultura
Celebración
El aniversario de la liberación de Gregorio es también celebrado en la catedral de San Gregorio el Iluminador construida en Ereván. En el día del año Nuevo, la luz se trae de Jor Virap como celebración religiosa. En un acontecimiento reciente, el catolicós Garegin II bajó a la profunda mazmorra en que el primer catolicós Gregorio había pasado aquellos años atroces, y salió del pozo con una vela encendida como símbolo de la luz que iluminaba a los armenios hace varios siglos. Como centro de peregrinación, la gente visita Jor Virap para realizar bautismos o tras una boda para celebrar un matagh, el sacrificio de un cordero ritual.
Turismo
El monasterio atrae un número muy grande de turistas, y hay varias tiendas de recuerdos. De interés para los visitantes es la liberación de palomas de Jor Virap, con la esperanza de que vuelen hasta el monte Ararat.
A mediados de 1990, jóvenes voluntarios de la Canadian Youth Mission to Armenia, CYMA, ayudaron a renovar/restaurar la catedral.

## Visitantes notables
Entre los primeros europeos en visitar Jor Virap se incluyen Joseph Pitton de Tournefort (c. 1700), James Bryce (1876) y H. F. B. Lynch (1893). El papa Francisco también visitó el monasterio en 2016.